# Osmo Soininvaara

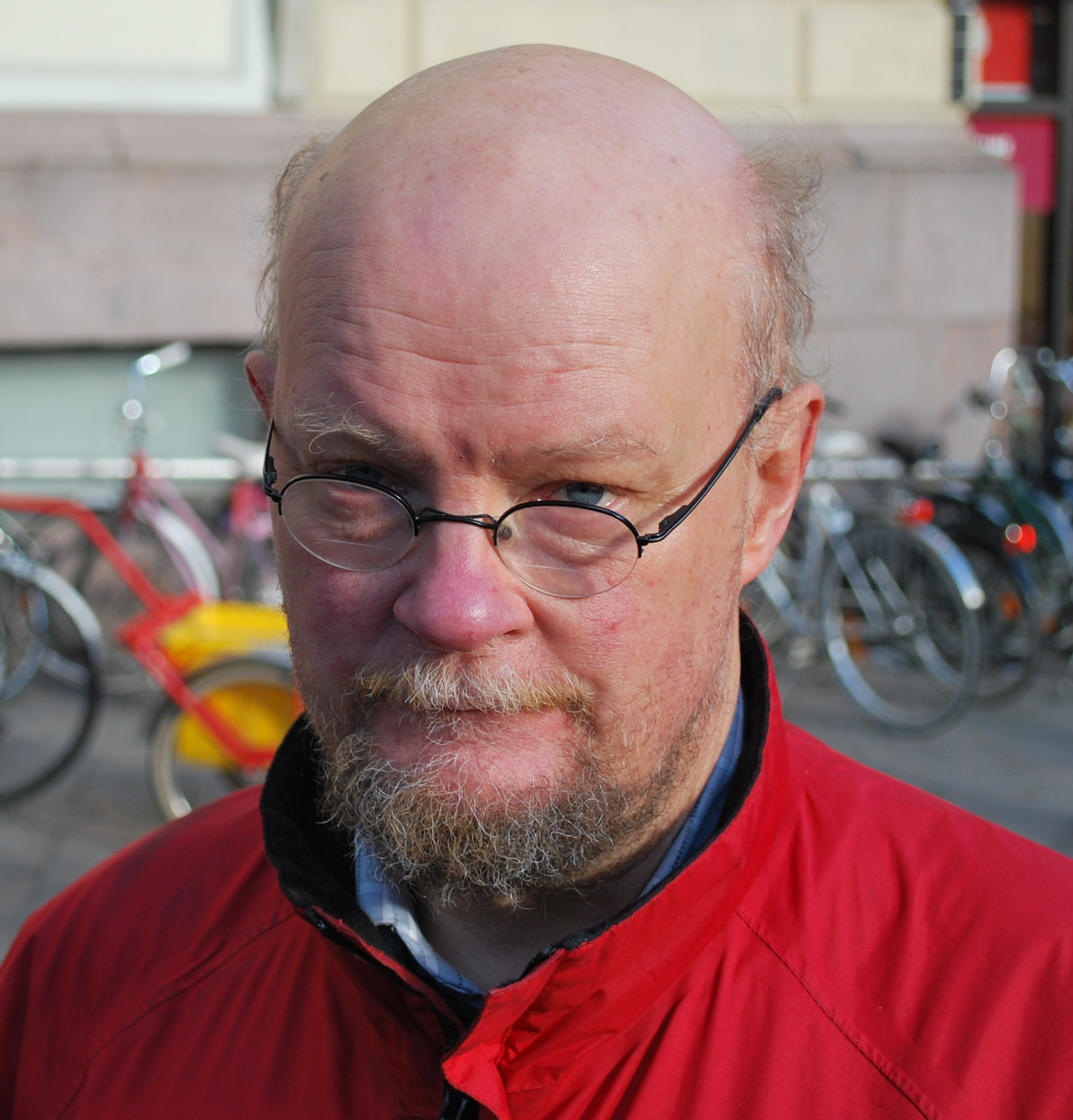
Osmo Soininvaara im Oktober 2008

Osmo Soininvaara (* 2. September 1951 in Helsinki) ist ein finnischer Politiker und Autor.
Soininvaara studierte Statistik an der Universität Helsinki und arbeitete danach als Statistiker. 1985 wurde er für die Partei Grüner Bund in den Stadtrat von Helsinki gewählt. Von 1987 bis 2007 war Soininvaara Abgeordneter dieser Partei im Finnischen Parlament, von 2001 bis 2005 war er Parteivorsitzender. Dem Regierungskabinett von Paavo Lipponen gehörte er vom 14. April 2000 bis zum 19. April 2002 als Gesundheitsminister an.
Soininvaara schrieb mehrere Bücher, unter anderem über das Bedingungslose Grundeinkommen. Er ist verheiratet und hat drei Kinder.